# Trasplantes ilegales de riñón en India
El escándalo por trasplantes ilegales de riñón en la India salió a la luz en enero del 2008 cuando la policía detuvo a varias personas para llevar a cabo un trasplante ilegal de riñón en Gurgaon, un municipio industrial cerca de Nueva Delhi, India. Los riñones de la mayoría de las víctimas, que eran pobres procedentes de la cercana Uttar Pradesh, fueron trasplantados a clientes de Estados Unidos, Reino Unido, Canadá, Arabia Saudita y Grecia.

## Arresto de Amit Kumar
El 7 de febrero del 2008, Amit Kumar fue arrestado en el país vecino de Nepal. Estaba escondido en un resort natural, a 35 millas de la frontera Indo-Nepalesa. Tenía una cuenta bancaria ascendiente a Rs. 936,000 con un total de €145,000 y $18,900 en efectivo.